# 2004 PD112
2004 PD112 est un objet du disque des objets épars.

## Caractéristiques
2004 PD112 mesure environ 260 kilomètres de diamètre.